# 恋のメキシカン・ロック
「恋のメキシカン・ロック」（こいのメキシカンロック）は、1967年5月1日に日本ビクター（現：JVCケンウッド）の音楽レコード事業部のビクターレコード（現：JVCケンウッド・ビクターエンタテインメント）より発売された橋幸夫の89枚目のシングルである（SV-558）。後に橋主演の松竹映画「恋のメキシカンロック 恋と夢と冒険」が制作され、その主題歌となった。

## 概要
- 1960年に股旅「潮来笠」でデビューした橋幸夫は、1964年には作詞佐伯孝夫、作曲吉田正のコンビによる『恋をするなら』で邦楽に初めてエレキサウンドを導入。デビュー当時の股旅歌謡や時代歌謡、その後の青春歌謡に続いて、新たな分野としてリズム歌謡に進出した。その後この分野では『ゼッケンNO.1スタートだ』、『チェッ・チェッ・チェッ（涙にさよならを）』、『あの娘と僕（スイム・スイム・スイム）』の一連のリズム歌謡4曲で第7回日本レコード大賞企画賞を獲得している[2]。その翌年には同じ佐伯、吉田のコンビで、アメリアッチリズムによる「恋と涙の太陽」を発表し、本作はこのコンビによるリズム歌謡6作目となる。
- 1968年時点での累計売上は85万枚[3]。
- 橋のリズム歌謡はこのコンビ以外にも「恋のインターチェンジ」（作詞：邱永漢、作曲：藤家虹二）や「僕等はみんな恋人さ」（作詞：岩谷時子、作曲：いずみたく）、利根一郎による楽曲があるが、狭義では佐伯、吉田のコンビの作品を指すのが一般的である。
- 橋は本楽曲について「次の年のメキシコオリンピックでメキシコがクローズアップされて」いたことが背景にあったとし「細かいリズムを刻むパーカッションとブラスセクションの絡みが実にいい」と評している[4]。
- 本楽曲が橋のリズム歌謡の最終作となったが、これについては、いち早くエレキサウンドを導入した吉田正は「（その後）日本でもグループ・サウンズが流行し、....（若者）が自分達のオリジナル作品を携えて登場してきたのを見て...（リズム歌謡を）やめた」[5]としている。橋自身は「（リズム歌謡を）つづけようと思えば続けられたかもしれないが、あえてやめた。やはり、ちょっとブームが違ってきた」[6]と回顧し、逆に橋自身がグループ・サウンズを取り入れ「思い出のカテリーナ」（作詞：橋本淳、作曲：すぎやまこういち）をリリースするにいたる。
- 大滝詠一は、厚家羅漢（あっけらかん）のペンネームで2005年に橋のリズム歌謡に特化したアルバム『SWIM! SWIM! SWIM!』をプロデュースして、本楽曲について「まさにリズム歌謡の最後を飾るにふさわしい曲」と評している[7]、。
- ジャケットには「ニューステップ、メキシカンロックを踊ろう」と題して、日本タップダンス界の祖といわれる中川三郎が、ステップを図解で解説している[8]。
- 本楽曲は、橋の代表作の一として、多くのアルバムに収録されるとともに、ステージやTV番組でも頻繁に歌唱され、清水アキラの浮き輪を持ったモノマネとあいまって、橋を知らない世代でも広く知られている。
- 2005年7月には橋のデビュー45周年を記念してデビュー曲「潮来笠」の舞台になった茨城県潮来市の前川あやめ園に潮来の伊太郎をモチーフとしたブロンズ像と歌碑が建てられ、合わせてジュークボックスも設置され[9]、本楽曲も「潮来笠」や「いつでも夢を」とともに聞くことが出来る。
- また、同年11月にはJR常磐線 大甕駅2番線の発車メロディとして採用されている。
- c/wの「若い渚」もA面と同じく佐伯孝夫、吉田正の制作となっている。

## 収録曲
1. 恋のメキシカン・ロック
作詞：佐伯孝夫、作・編曲：吉田正
2. 若い渚
作詞：佐伯孝夫、作・編曲：吉田正

## 収録アルバム
橋のベストアルバムの多くに本楽曲は含まれているが、代表的なものに
- 『SWIM! SWIM! SWIM!』（2005.07.21）
- 『橋幸夫が選んだ橋幸夫ベスト40曲』（2000.10.04）
- 『＜TWIN BEST＞』（1998.11.06）
- 『橋幸夫ベスト～踊り唄～』（2008.11.19）

などがある。

## カバー
- 三山ひろし（アルバム『歌い継ぐ!昭和の流行歌 VIII』収録）
- スカポンタス（シングル『恋のメキシカン・ロック feat.橋幸夫』収録）
- 橋幸夫（「RAP 恋のメキシカン・ロック」配信限定）

## 映画「恋のメキシカンロック 恋と夢と冒険」
- 楽曲発表から3ヶ月後の8月19日には、松竹映画「恋のメキシカンロック 恋と夢と冒険」が公開された[10]。カラー・90分。脚本は下飯坂菊馬、監督は橋の関連の映画を複数手がけている桜井秀雄である。

- 物語は、メキシコではなくグァム島で、スポーツは万能、歌は玄人跣（くろうとはだし）という伸夫（橋幸夫）と知りあった混血娘マリコ（由美かおる）の恋と冒険の物語。芦ノ湖でマリコが頬を蜂に刺され、伸夫が血を吸うため接吻したことから、物語は急展開する。

スタッフ
- 製作：沢村国男
- 脚本：下飯坂菊馬
- 監督：桜井秀雄
- 音楽：鈴木淳
- 撮影：小杉正雄
- 美術：梅田千代夫
- 録音：鈴木正男
- 照明：中川孝一
- 編集：杉原よ志
- スチール：梶本一三

出演者
- 吉田伸夫（主人公）：橋幸夫
- マリコ（混血娘）：由美かおる
- 小池早苗（伸夫のマネージャー）：広瀬みさ
- 千夏：藤ユキ
- 徳子：呉恵美子
- 小西礼子：荒井千津子
- 桧山：藤村有弘
- ヤコブ（グアムの酋長）：天草四郎
- サブラン：亀石征一郎
- カルメン（グアムの女）：園江梨子

同時上映
- 『激流』

映像ソフト
- 1998年3月25日、松竹ホームビデオから本作のビデオソフト（VHS）が発売された。